# Manilkara huberi
Manilkara huberi är en tvåhjärtbladig växtart som först beskrevs av Adolpho Ducke, och fick sitt nu gällande namn av Paul Carpenter Standley. Manilkara huberi ingår i släktet Manilkara och familjen Sapotaceae. Inga underarter finns listade i Catalogue of Life.

## Bildgalleri

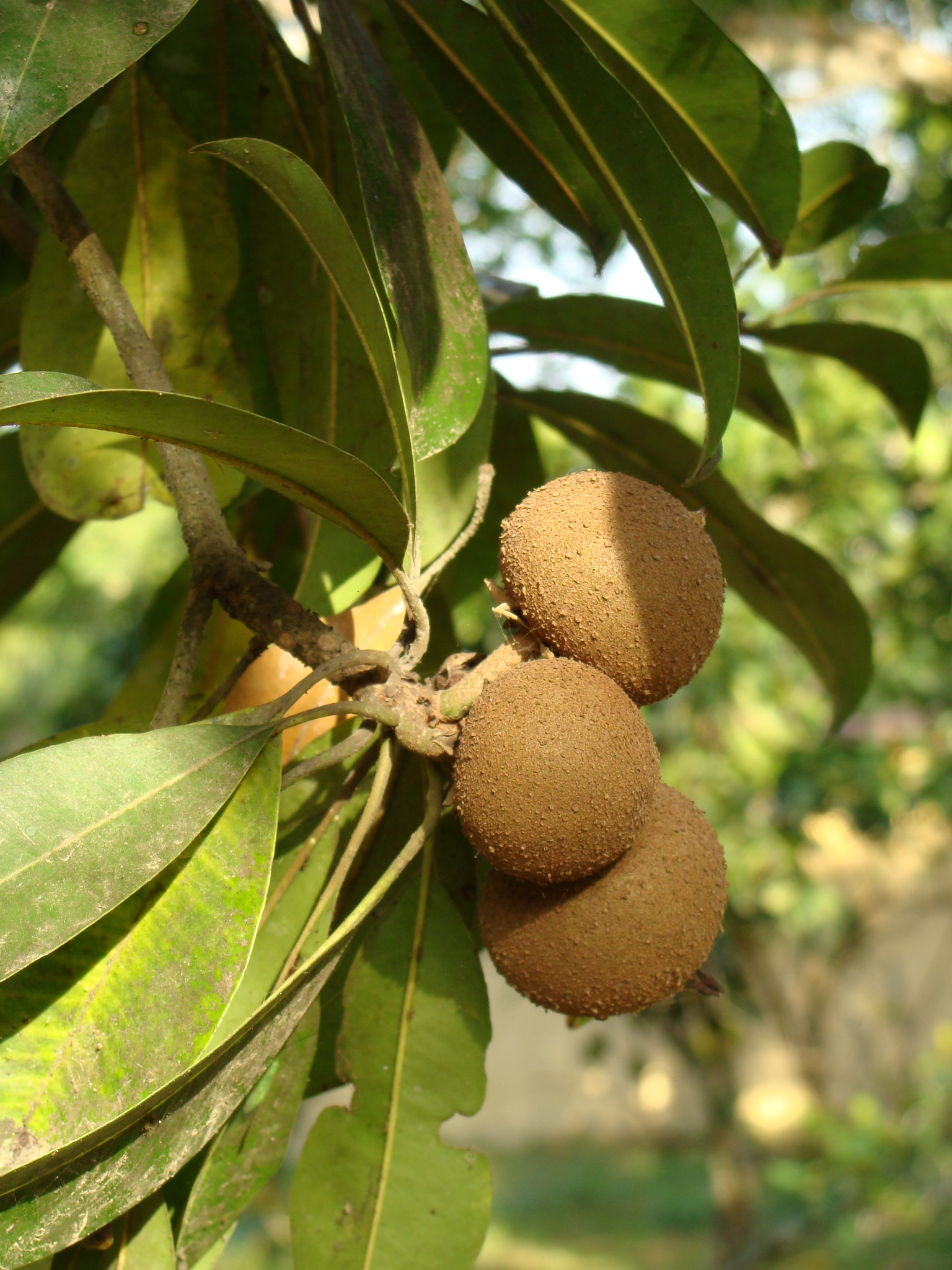
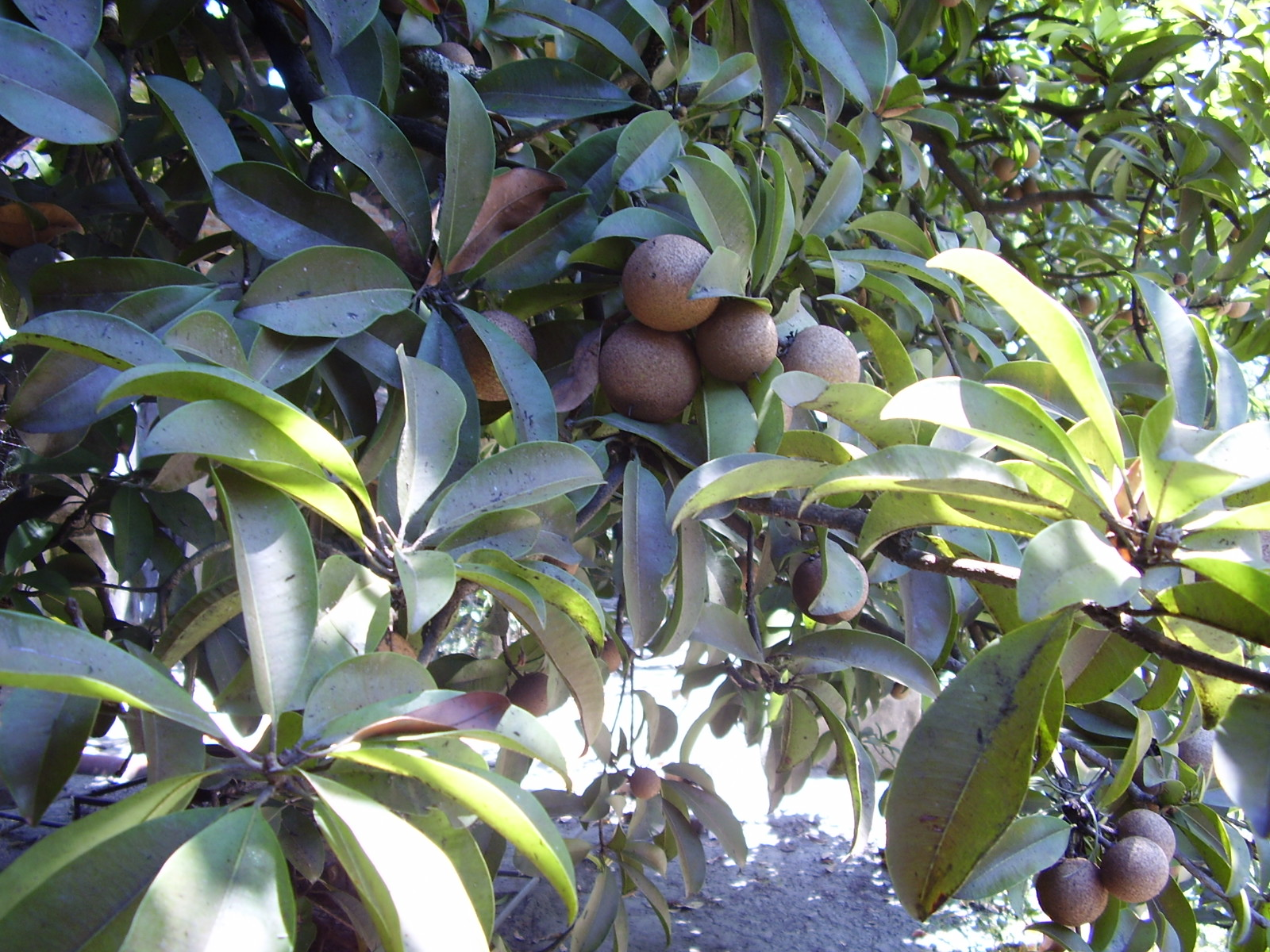